# FOX (Algorithmus)
FOX, auch als IDEA NXT bezeichnet, ist ein symmetrischer Verschlüsselungsalgorithmus, der von Serge Vaudenay und Pascal Junod mitentwickelt wurde. Er stellt den Nachfolger des IDEA dar und wurde im Jahre 2003 publiziert.
FOX ist eine Blockchiffre mit einer Blockgröße von 64 oder 128 Bit. Es arbeitet mit Schlüssellängen von 128 oder 256 bits. FOX ist ein sehr schneller aber patentierter Algorithmus. Allerdings bestehen rechtliche Zweifel daran ob der Patentschutz in der Europäischen Union überhaupt Gültigkeit besitzt.